# ألفرد بليسدل
ألفرد بليسدل (بالإنجليزية: Alfred Blaisdell)‏ هو سياسي أمريكي، ولد في 25 أكتوبر 1875، وتوفي في 8 مارس 1946. نشط حزبياً في North Dakota Republican Party ‏.